# Falkvåltjärnarna (Storsjö socken, Härjedalen, 698014-135519)
Falkvåltjärnarna är en sjö i Bergs kommun i Härjedalen och ingår i Ljungans huvudavrinningsområde.